# Vladimirs Petrovs
Pour les articles homonymes, voir Vladimir Petrov.
Vladimirs Petrovs ou Vladimir Petrov (né le 27 septembre 1908 à Riga, mort le 26 août 1943 à Kotlas) est un maître d'échecs letton.

## Champion de Lettonie
Bien qu'il ait appris le jeu assez tard, à l'âge de 13 ans, Petrovs fit des progrès rapides. En 1926, à 19 ans, il remportait le championnat de Riga et finit troisième au championnat de Lettonie. Il se classe 2e-5e, derrière Isakas Vistaneckis,  au premier championnat des pays baltes à Klaipėda en 1931. En match, il remporte un match contre Movsas Feigins (+4 –1 =3) en 1931, puis l'année suivante il bat Vladas Mikenas (+2 –0 =1) en 1932 et perd de justesse un match contre Rudolf Spielmann (+1 -2 =5) en 1934.
Dans le championnat de Lettonie, Petrovs se classe premier ex æquo avec Fricis Apšenieks en 1934 et remporte seul le championnat en 1935 et 1937. Il est également premier au tournoi de Helsinki 1936. En 1937, il est vainqueur à Kemeri, ex æquo avec Samuel Reshevsky et Salo Flohr, devant Alexandre Alekhine, Paul Keres, Endre Steiner, Xavier Tartakover, Reuben Fine, Gideon Stahlberg. Ceci constitue son résultat le plus remarquable en tournoi. Plus tard, la même année, il finit dernier à Semmering. En 1938, il est 3e-5e à Łódź, derrière Vasja Pirc et Tartakover, et termine troisième à Margate 1938, derrière Alekhine et Rudolf Spielmann, battant Alekhine lors de leur partie. En 1939, Petrovs se classe 8e sur 16 à Kemeri-Riga, et gagne à Rosario, devant Erich Eliskases et Mikenas.

## Olympiades avec la Lettonie
Petrovs a défendu les couleurs de la Lettonie aux cours de sept Olympiades d'échecs de 1928 à 1939. Il a aussi participé à l'Olympiade non officielle de Munich en 1936.
- à l'Olympiade de La Haye en 1928, il défend le 3e échiquier (+5 -4 =7),
- à l'Olympiade de Hambourg en 1930, au 2e échiquier (+8 –3 =6),
- à l'Olympiade de Prague en 1931, au 3e échiquier (+9 –2 =5),
- à l'Olympiade de Folkestone en 1933, au 2e échiquier (+6 –5 =3),
- à l'Olympiade de Varsovie en 1935, au 1er échiquier (+7 –5 =7).,
- à l'Olympiade non officielle de Munich en 1936, au 1er échiquier (+10 –3 =7).
- à l'Olympiade de Stockholm en 1937, au 1er échiquier (+5 –3 =10),
- à l'Olympiade de Buenos Aires en 1939, au 1er échiquier (+8 –0 =11)[3].

Il remporte deux médailles individuelles : l'or en 1931 et le bronze en 1939. Il réalise une performance remarquable à Buenos Aires au premier échiquier : il reste invaincu après avoir affronté Alexandre Alekhine, José Raúl Capablanca, le jeune Paul Keres et remporte des victoires contre  Vladas Mikenas, Roberto Grau, Tartakover, and Moshe Czerniak.

## Seconde Guerre mondiale
En 1940, l'URSS annexe la Lettonie. Petrovs finit 10e sur 20 au championnat d'URSS en 1940, 3e à Riga en 1941 et 2e dans plusieurs forts tournois : Moscou 1941, derrière Isaac Mazl ; Moscou 1942, derrière Igor Bondarevski et Sverdlovsk 1942 derrière Viatcheslav Ragozine.
Quand l'Allemagne nazie envahit l'Union soviétique le 22 juin 1941, Petrovs ne peut plus rejoindre sa famille en Lettonie et demeure donc en Russie où il est arrêté le 31 août 1942 en raison de l'article 58 du code pénal de la RSFSR pour avoir critiqué les conditions de vie en Lettonie après l'annexion soviétique de 1940. Petrovs est condamné à dix ans de camp de travail. On apprit en 1989 qu'il était mort à Kotlas le 26 août 1943 d'une inflammation pulmonaire.

## Parties remarquables
- Vladimirs Petrovs - Kazimierz Makarczyk, ol La Haye 1928, 1-0
- Xavier Tartakover - Vladimirs Petrovs, ol Hamburg 1930, 0-1
- Karel Treybal - Vladimirs Petrovs, ol Folkestone 1933, 0-1
- Vera Menchik - Vladimirs Petrovs, Podebrady 1936, ch TCH, 0-1
- Vladimirs Petrovs - Reuben Fine, Kemeri 1937, 1-0
- Gideon Stahlberg - Vladimirs Petrovs, Łódź 1938, 0-1
- Vladimirs Petrovs - Alexander Alekhine, Margate 1938, 1-0
- Vladimirs Petrovs - Roberto Grau, ol Buenos Aires 1939, 1-0
- Vladimirs Petrovs - Vladas Mikenas, Rosario 1939, 1-0
- Vladimirs Petrovs - Grigory Levenfish, Moscow 1940, ch URSS, 1-0